# Doddathaggali, Hosakote
Doddathaggali là một làng thuộc tehsil Hosakote, huyện Bangalore Rural, bang Karnataka, Ấn Độ.